# Campionat de Catalunya d'handbol
El Campionat de Catalunya d'handbol de set fou una competició esportiva de clubs d'handbol catalans, creat el 1952. De caràcter anual, fou organitzat per la llavors Federación Regional de Cataluña. A la primera edició participaren el Futbol Club Barcelona, Club de Futbol Badalona, Unió Atlètica Sant Gervasi, Club Balonmano Granollers, Grup Excursionista i Esportiu Gironí, Poble Sec i Molins de Rei, la majoria dels quals disposaven d'equip a l'handbol d' onze, aleshores molt popular a l'època. Durant la dècada del 1950, les competicions d'handbol d'onze i set coexistiren però degut a la creixent popularitat d'aquesta última, que utilitzava instal·lacions de joc més reduïdes i generava accions de joc més espectaculars i amb més velocitat, provocà la suspensió del Campionat de Catalunya d'handbol d'onze al final de la temporada 1958-59. A partir de la temporada 1959-60 els principals clubs catalans participen a la lliga espanyola de divisió d'honor, i el Campionat de Catalunya esdevingué una competició de segon nivell.

## Historial
| En negreta = Equip guanyador (1) = Nombre de títols Nota: Noms dels equips segons l'època. |

| Edició | Temp.   | Data | Campió              | Resultat | Subcampió       | Seu                         | refs  |
| ------ | ------- | ---- | ------------------- | -------- | --------------- | --------------------------- | ----- |
| I      | 1951-52 | N/D  | CF Badalona (1)     | lligueta | UA Sant Gervasi |                             | [ 3 ] |
| II     | 1952-53 | N/D  | UA Sant Gervasi (1) | lligueta | CE Sabadell     | Saló Iris, Barcelona        | [ 4 ] |
| III    | 1953-54 | N/D  | BM Granollers (1)   | lligueta | FC Barcelona    | Frontó Novedades, Barcelona | [ 5 ] |
| IV     | 1954-55 | N/D  | CE Sabadell (1)     | lligueta | BM Granollers   |                             | [ 6 ] |
| V      | 1955-56 | N/D  | BM Granollers (2)   | lligueta | UGE Badalona    |                             | [ 7 ] |
| Vi     | 1956-57 | N/D  | BM Granollers (3)   | lligueta | CE Sabadell     |                             | [ 8 ] |
| VII    | 1957-58 | N/D  | BM Granollers (4)   | lligueta | CE Sabadell     |                             |       |
| VIII   | 1958-59 | N/D  | FC Barcelona (1)    | lligueta | OAR Gràcia      |                             | [ 9 ] |

## Palmarès
| Equip                                   | Campió | Subcampió | Anys campió                        | Anys subcampió            |
| --------------------------------------- | ------ | --------- | ---------------------------------- | ------------------------- |
| Club Balonmano Granollers               | 4      | 1         | 1953-54, 1955-56, 1956-57, 1957-58 | 1954-55                   |
| Centre d'Esports Sabadell Futbol Club   | 1      | 3         | 1954-55                            | 1952-53, 1956-57, 1957-58 |
| Unió Atlètica Sant Gervasi              | 1      | 1         | 1952-53                            | 1951-52                   |
| Futbol Club Barcelona                   | 1      | 1         | 1958-59                            | 1953-54                   |
| Club de Futbol Badalona                 | 1      | 0         | 1951-52                            | —                         |
| Unió Gimnàstica i Esportiva de Badalona | 0      | 1         | —                                  | 1955-56                   |
| OAR Gràcia Sabadell                     | 0      | 1         | —                                  | 1958-59                   |